# Фройденбург
Фройденбург (нем. Freudenburg) — община в Германии, в земле Рейнланд-Пфальц. 
Входит в состав района Трир-Саарбург. Подчиняется управлению Саарбург.  Население составляет 1612 человек (на 31 декабря 2010 года). Занимает площадь 11,00 км².
Город подразделяется на 2 городских района.